# Herwig Teppner
Herwig Teppner (* 5. August 1941 in Graz) ist ein österreichischer Botaniker. Sein offizielles botanisches Autorenkürzel lautet „Teppner“.
Herwig Teppner arbeitet am Institut für Pflanzenwissenschaften (Bereich: Systematische Botanik und Geobotanik) an der Universität Graz.